# Phrynocephalus rossikowi
Phrynocephalus rossikowi là một loài thằn lằn trong họ Agamidae. Loài này được Nikolsky mô tả khoa học đầu tiên năm 1898.